# Kabye (Mythologie)
Kabye oder Kambyse (altgriechisch Καβύη, Καμβύση Kabýē, Kambýsē) ist eine Gestalt der griechischen Mythologie. 
Sie war die Tochter des epeischen Königs Opus und Gemahlin des lelegischen Königs Lokros. Als sie von Zeus schwanger wurde, zog Lokros das Kind wie sein eigenes auf und nannte es Opus, nach Kabyes Vater. In einer anderen Version gebar Kabye ihrem Gemahl einen Sohn, der nach seinem Vater Lokros benannt wurde.
Neben den unterschiedlichen Schreibweisen des Namens (Kabye, Kambyse) sorgt vor allem die Interpretation von Pindars Text  für Verwirrung. Die Annahme, er hätte jene Tochter des epeischen Opus Protogeneia genannt, dürfte falsch sein. Pindar verknüpfte die lokrischen Adelsgeschlechter mit den epeischen, wodurch diverse Namensdopplungen notwendig wurden. Der Eponym der Stadt Opus im opuntischen (östlichen) Lokris, Vater der Kambyse/Kabye, hatte wohl ursprünglich nichts mit dem König von Elis zu tun.